# Distrito de Kolbuszowa
El distrito de Kolbuszowa (polaco: powiat kolbuszowski) es un distrito de Polonia perteneciente al voivodato de Subcarpacia. Su capital es la ciudad de Kolbuszowa. En 2006 tenía una población de 61 399 habitantes. Está subdividido en 6 municipios, de los cuales uno es rural-urbano y los otros 5 completamente rurales. Se ubica en el noroeste del voivodato.

## Subdivisiones
Comprende los siguientes seis municipios:
| Municipio                     | Tipo         | Área (km²) | Población (2006) | Capital          |
| Municipio de Kolbuszowa       | urbano-rural | 170.6      | 24 486           | Kolbuszowa       |
| Municipio de Majdan Królewski | rural        | 155.8      | 9634             | Majdan Królewski |
| Municipio de Cmolas           | rural        | 134.1      | 7874             | Cmolas           |
| Municipio de Raniżów          | rural        | 96.8       | 7185             | Raniżów          |
| Municipio de Dzikowiec        | rural        | 121.7      | 6440             | Dzikowiec        |
| Municipio de Niwiska          | rural        | 95.2       | 5780             | Niwiska          |